# Zvi Kolitz
Zvi Kolitz (Alytus, 11 dicembre 1912 – New York, 29 settembre 2002) è stato uno scrittore lituano.

## Biografia
Zvi Kolitz è nato l'11 dicembre 1912 a Alytus, una cittadina della Lituania fra Hrodna e Kaunas sulle rive del Nemunas. Kolitz è un "litvak", un ebreo lituano. Come i suoi padri ha coltivato la Torah e la letteratura classica di tutti i paesi. Nel 1933-34 fa parte del gruppo betarista presso la Scuola marittima di Civitavecchia. Nel 1936 pubblica a Tel Aviv la prima biografia in ebraico di Mussolini, di cui si dimostra un apologeta. Simpatizzante dell'Irgun Zvai Leumi, viene imprigionato a Gerusalemme nel 1940 per attività anti-inglesi. Qualche tempo più tardi finisce per arruolarsi nell'esercito britannico per opporsi ai nazisti. Nel 1943 anche l'estrema resistenza del quartiere ebraico di Varsavia crolla. Nel 1946 Koltiz partecipa ai lavori del Congresso sionistico mondiale a Basilea e a Buenos Aires; ha ventisei anni. In una camera d'albergo di Buenos Aires scrive, in una sola notte, "Yossl Rakover si rivolge a Dio", che appare sulla "Jiddische Zeitung" il 25 settembre del 1946. Muore a New York il 29 settembre del 2002, da molti considerato un semplice giornalista.

## Opere
- Yossl Rakover si rivolge a Dio, Adelphi, 1997
- La tigre sotto la pelle. Storie e parabole degli anni della morte, a cura di Vincenzo Pinto, Bollati Boringhieri, 2008 (seconda edizione: Free Ebrei, 2017)